# توما سانکارا
توما ایسیدور نوئل سانکارا (به فرانسوی: Thomas Isidore Noël Sankara)؛ (زاده ۲۱ دسامبر ۱۹۴۹ – درگذشته ۱۵ اکتبر ۱۹۸۷) از رهبران انقلابی مارکسیست-لنینیست در آفریقای غربی بود. او در رأس حکومت ولتای علیا و سپس به عنوان رئیس‌جمهور، نام کشور را از جمهوری ولتای علیا به بورکینافاسو تغییر داد و اصلاحات بزرگ و اساسی به منظور از میان بردن فقر انجام داد. او که گاهی به اختصار تام سانک نام برده می‌شود از نظر عده‌ای «چه‌گوارای آفریقا» است.

## آغاز زندگی
توما سانکارا در خانواده‌ای کاتولیک در یاکو زاده شد. او از تیره سیلمی-موسی بود. تیرهٔ نژادی که از ازدواج بین مردان موسی و زنان روستایی فولانی به وجود می‌آید و در سلسله طبقات نژادی موسی، نازل‌ترین درجات را دارد. خانواده توما می‌خواستند او کشیش کاتولیک شود. بعضی منابع اعتقاد دارند که سانکارا با وجود اعتقادات قوی مارکسیستی‌اش هیچ‌گاه باورهای کاتولیکی‌اش را رها نساخت.

## ورود به ارتش
توما سانکارا پس از آموزش‌های نظامی مقدماتی سال دوم دبیرستان در ۱۹۶۶ سانکارا خدمت نظامی را در هفده سالگی آغاز کرد و یک سال بعد برای آموزش‌های افسری به آنتسیراب در ماداگاسکار فرستاده شد؛ جایی که شاهد قیام‌های مردمی در سال‌های ۱۹۷۱ و ۱۹۷۲ بود. توما سانکارا در ۱۹۷۲ به ولتای علیا بازگشت و در ۱۹۷۴ در جنگی مرزی بین کشورش و مالی شرکت کرد. او به چهره‌ای محبوب در پایتخت، واگادوگو تبدیل شد. شاید این نکته که گیتاریستی چیره‌دست بود (در گروه‌ای به نام «Tout-a-Coup Jazz» می‌نواخت) و نیز علاقه‌اش به موتورسیکلت در محبوبیت‌اش دخیل باشند.
در ۱۹۷۶ فرماندهٔ مرکز آموزش کوماندو در پو شد. در همان سال بلز کمپائوره را در مراکش ملاقات کرد. در زمان ریاست جمهوری کلنل سای زربو، گروهی از افسران جوان، تشکیلاتی سری را به نام «گروه افسران کمونیست» به اختصار ROC را شکل دادند که نام‌آشناترین اعضای‌اش هنری زرگو، ژان-باپتیست باوکری لینگانی، کامپائوره و سانکارا بودند.

## سیاست
سانکارا که در سپتامبر ۱۹۸۱ به سمت مسئول دولت برای اطلاعات در دولت نظامی وقت برگزیده شد و با موتورسیکلت به اولین جلسهٔ کابینه رفت در ۲۱ آوریل ۱۹۸۲ در مخالفت با اقدامات ضدکارگری رژیم با بیان «ننگ بر آنان که دهان مردم را می‌بندند!» استعفا کرد.
پس از کودتایی دیگر در ۷ نوامبر ۱۹۸۲ که ژان-باپتیست ائودرائوگو را به قدرت رساند سانکارا در ژانویه ۱۹۸۳ به نخست‌وزیری رسید. ولی پس از دیدار با پسر رئیس‌جمهور فرانسه و مشاور او در امور آفریقا، ژان-کریستوف میتران، در ۱۷ مه ۱۹۸۳ کنار گذاشته شد و تحت بازداشت خانگی قرار گرفت. هنری زونگو و ژان-بتیست باوکری لینگانی نیز بازداشت شدند که این امر باعث شورش‌های مردمی شد. کودتایی که توسط بلز کمپائوره انجام شد سانکارا را در ۴ اوت ۱۹۸۳ و در سی و سه سالگی به ریاست جمهوری رساند. کودتا به وسیلهٔ لیبی - که آن زمان در آستانهٔ جنگ با فرانسه در چاد بود- پشتیبانی می‌شد.
سانکارا خود را یک انقلابی می‌پنداشت و تحت تأثیر نمونه‌های فیدل کاسترو در کوبا و رهبر نظامی غنا جری راولینگز بود. به عنوان رئیس‌جمهور، او «انقلاب دموکراتیک و مردمی» را اعلام کرد. ایدئولوژی انقلاب توسط سانکارا به صورت ضدامپریالیستی در سخنرانی ۲ اکتبر ۱۹۸۳ تعریف شد. سیاست او بر مبارزه علیه فساد، جنگل‌کاری، پیش‌گیری از قحطی غذایی، و آموزش و بهداشت به عنوان پایه‌های اصلی استوار بود. دولت بورکینافاسو بسیاری از قدرت‌هایی که سران قبایل در اختیار داشتند از قبیل حق در دریافت سرانه و بی‌نیازی به کار الزامی را محدود کرد.
کمیتهٔ دفاع از انقلاب، به صورت تشکیلاتی از گروه‌های مردمی به وجود آمد و مسلح شد. هر چند در بعضی نواحی، این گروه‌ها به صورت تروریست‌های مسلح درآمدند. دولت سانکارا همچنین تشکیلات نظامی را با SErvice NAtional et POpulaire یا به اختصار SERNAPO شکل داد؛ که هر دو اقداماتی در راستای کاهش قدرت ارتش بودند.
در سال ۱۹۸۴ در نخستین سالگرد به قدرت رسیدن سانکارا نام کشور را به بورکینافاسو، به معنی «سرزمین مردمان پاک‌نهاد» در زبان‌های موسی و دیولا دو زبان اصلی در کشور، تغییر داد. او هم‌چنین پرچم و سرود ملی تازه‌ای درست کرد. دولت سانکارا شامل شمار زیادی از زنان بود. بهبود وضعیت زنان از اهداف مشخص سانکارا بود. سیاستی که در آفریقای غربی سابقه نداشت. دولت او، ختنهٔ زنان را ممنوع کرد. چند همسری را برای مردان محکوم و روش‌های جلوگیری از بارداری را تشویق کرد. دولت بورکینابه، همچنین نخستین دولت آفریقایی بود که ایدز را تهدیدی بزرگ برای آفریقا اعلام کرد. سانکارا توانایی زیادی در تبلیغات داشت.

### اصلاحات
او اقدامات ویژه‌ای انجام داد که به محبوبیت و توجه مطبوعات جهان به او و انقلاب بورکینابه منجر شدند:
- سانکارا بیشتر مرسدس بنزهای دولت را فروخت و رنو ۵ (ارزان‌ترین ماشین آن زمان در بورکینافاسو) را به عنوان ماشین رسمی برای وزرا انتخاب کرد.[۱۸][۱۹]
- گارد شخصی‌اش را به‌طور کامل از موتورسواران زن تشکیل داد.
- در اوئاگادوگو، سانکارا فروشگاه مخصوص ارتش را به سوپرمارکت عمومی تبدیل کرد (نخستین فروشگاه از نوع خود در کشور)
- نرخ سوادآموزی از ۱۳ درصد در سال ۱۹۸۳ به ۷۳ درصد در سال ۱۹۸۷ رسید.[۲۰]
- زمین‌های خان‌های محلی را از نو توزیع کرد و مستقیما به کشاورزان فقیر داد که به افزایش تولید انبوه پنبه منجر شد.
- سانکارا خواستار یک آفریقای متحد بود در برابر آنچه او استعمار نو از طریق نهادهایی مانند صندوق بین‌المللی پول و بانک جهانی می‌نامید.[۲۱][۲۲]
- از او نقل شده: کسی که به شما غذا می‌دهد، شما را کنترل می‌کند.[۲۳][۲۴]
- او یک سیاست خارجی امپریالیسم‌ستیز اتخاذ کرد. این سیاست، سلطه فرانسه را به چالش می‌کشید که نفوذ بسیار زیادی در بسیاری از مستعمرات پیشین در آفریقا مانند بورکینافاسو داشت.[۲۵]

در ۱۹۸۵ بورکینافاسو، سرشماری عمومی جمعیت را آغاز کرد. در هنگام سرشماری، به اشتباه، بعضی قبایل فولا در کشور مالی توسط مأموران دولت بورکینابه مورد بازرسی قرار گرفتند. در روز کریسمس ۱۹۸۵ تنش با مالی به جنگی منجر شد که پنج روز به طول کشید و حدود صد نفر کشته شدند. بیشتر قربانیان، شهروندانی بودند که به خاطر بمبی که یک هواپیمای مالی روی بازاری در اوهایویا انداخت کشته شدند. درگیری در بورکینافاسو به «جنگ کریسمس» مشهور است.

### دیدگاه منتقدان
سازمان‌های حقوق بشری، از سیاست‌های چپ رادیکال سانکارا به‌عنوان قوانین سخت انتقاد کردند. گزارش سال ۱۹۸۶ سازمان عفو بین‌الملل به زندانی شدن بدون محاکمه و شکنجه مخالفان سیاسی زندانی اشاره می‌کند. سانکارا به دموکراسی باور واقعی نداشت و به حرف مخالفانش گوش نمی‌داد. سانکارا قدرت را به کارگران که سرپرستی کمیته‌های دفاع از انقلاب را برعهده داشتند سپرد. این کمیته‌ها مرتکب سوءاستفاده‌هایی شدند که قدرت او را بی‌اعتبار می‌کرد. ژان-باپتیست ائودرائوگو او را آمیزه‌ای از کلبی‌گری و ماکیاولیسم سیاسی توصیف کرده بود.

## ترور
در ۱۵ اکتبر ۱۹۸۷ سانکارا در کودتایی که توسط هم‌قطار پیشینش، بلز کمپائوره سازمان‌دهی شده بود به همراه دوازده مقام رسمی دیگر کشته شد. تخریب روابط با کشورهای همسایه، از دلایلی بود که کامپائوره برای عملش عنوان کرد. پس از کودتا و با وجود این که مرگ سانکارا مشخص بود بعضی از اعضای CDR برای چندین روز مقاومت مسلحانه‌ای را بر ضد ارتش انجام دادند. سانکارا به سرعت در قبری نامعلوم دفن شد. یک هفته پیش از مرگش، سانکارا مردم را خطاب قرار داده بود و گفته بود که:
«در حالی که می‌توان انقلابی‌ها را به صورت فردی به قتل رساند شما نمی‌توانید ایده‌ها را بکشید.»
در سال ۲۰۱۶ دولت بوکینافاسو رسما از دولت فرانسه در دست داشتن در ترور توما سانکارا پرسید. بلز کمپائوره همواره مشارکت در قتل سانکارا را انکار و از حضور در دادگاه خودداری می‌کند. ماریام سانکارا فرانسه را به سازماندهی ترور همسرش متهم می‌کند.

## مرد فساد ناپذیر
در سال ۱۹۸۷ یک بررسی بزرگ علیه فساد انجام گرفت. نتایج نشان می‌داد توماس سانکارا، حقوق ماهانه‌ای تنها برابر با چهارصد و پنجاه دلار دارد و ارزش‌مندترین متعلقات‌اش، یک دستگاه اتومبیل، چهار موتورسیکلت، سه گیتار، یک یخچال و یک فریزر خراب است. او فقیرترین رئیس‌جمهور دنیا بود.
سانکارا حاضر نبود از دستگاه تهویهٔ هوا در دفترش استفاده کند چرا که چنان چیز لوکسی جز برای عده‌ای قلیل در بورکینا قابل دسترسی نبود.
هنگامی که از او سؤال شد که چرا نخواسته تصویرش، آن گونه که برای دیگر رهبران آفریقایی رسم است در اماکن عمومی نصب شود سانکارا پاسخ داد: هفت میلیون توما سانکارا وجود دارند.

## روزشمار یک انقلاب
- فوریه ۱۹۸۴: پرداخت باج و داشتن کارگران مجانی برای سران قبایل ممنوع است.
- ۴ اوت ۱۹۸۴: همه زمین‌ها و منابع معدنی ملی هستند. نام کشور از کولونی ولتای علیا به بورکینافاسو تغییر می‌یابد. دو لغت که در دو زبان رایج در کشور، به معنی سرزمین مردمان پاک‌نهاد است.
- ۲۲ سپتامبر ۱۹۸۴ روز هم‌بستگی: مردان تشویق می‌شوند که به بازار بروند و غذا آماده کنند تا خودشان شرایطی که زنان با آن روبرو هستند را درک کنند.
- اکتبر ۱۹۸۴: مالیات روستایی کاملاً حذف شد.
- نوامبر ۱۹۸۴: «کماندوی واکسیناسیون». در پانزده روز، دو و نیم میلیون کودک در برابر مننژیت، تب زرد و سرخک واکسینه شدند.[۳۵][۳۶][۳۷]
- ۳ دسامبر ۱۹۸۴: کارکنان رده بالای دولت و افسران ارتش، یک ماه حقوق و دیگر کارکنان دولت، نیمی از حقوق ماهانه‌شان را باید برای انجام پروژه‌های توسعهٔ اجتماعی پرداخت کنند.
- ۳۱ دسامبر ۱۹۸۴: کلیهٔ موارد اجاره بهای زمین برای سال ۱۹۸۵ لغو می‌شود و یک برنامهٔ فشردهٔ عمومی خانه‌سازی آغاز می‌شود.
- یک ژانویه ۱۹۸۵: آغاز بسیج برای کاشت ده میلیون درخت به منظور کاهش پیشروی صحرای بزرگ آفریقا[۳۸][۳۹][۴۰]
- چهار اوت ۱۹۸۵: رژه‌ای متشکل از تنها زنان برای نکوداشت سالگرد انقلاب.
- ده سپتامبر ۱۹۸۵: افزایش دشمنی دول محافظه‌کار منطقه در دیداری در یاموسوکرو، ساحل عاج آشکار شد.
- فوریه و آوریل ۱۹۸۵: «آلفا کوماندو». برنامه‌ای سوادآموزی برای نه زبان بومی، ۳۵ هزار نفر را شامل می‌شود.
- پایان ۱۹۸۶: برنامه‌ای با کمک سازمان ملل متحد، بیماری کوری رودخانه را تحت کنترل درمی‌آورد.
- ۱۵ اکتبر ۱۹۸۷: سانکارا در کودتایی به همراه دوازده همراه‌اش کشته می‌شود. جنازه‌اش بدون مراسم به سرعت در قبری بی‌نام دفن می‌شود که به سرعت به مقبره تبدیل می‌شود: هزاران نفر از مردم برای چندین روز بر سر آن حاضر می‌شوند تا احترام خود را نشان دهند. احساسات مردمی، رژیم جدید را مجبور می‌کند که برای سانکارا قبری شایسته بسازد.

## از دید دیگران
هنگامی که کشته شد تعجب نکردم - انقلاب باعث تعجب من شد،پ ولی مرگ او نه. او افراد بدی اطراف خود داشت. کسانی که تنها دوست داشتند چاق شوند و با ماشین بگردند. بسیاری چیزها در انقلاب تغییر یافت. البته نه همواره در بهترین جهت. اما به خاطر انقلاب ما کمی بیش‌تر در مورد سیاست‌مدارانی که نیاز داریم می‌دانیم. به ما آموخت که خودمان برای خودمان کار کنیم؛ ولی سانکارا همه چیز را خیلی سریع می‌خواست - او انتظار زیادی داشت. اگر من رئیس‌جمهور بودم، دقیقاً همان کاری را می‌کردم که سانکار ا انجام داد و وزیران‌ام را به روستاها می‌فرستادم تا بفهمند آنجا چه می‌گذرد و به روستاییان کمک کنند. بهترین ایدهٔ سانکارا آن بود که به ما آموخت که کافی نیست که با آنچه هر ماه مزد می‌گیریم زندگی کنیم- ما باید با حداقل ممکن زندگی کنیم و به جای این که همواره چشم‌انتظار آن سوی دنیا باشیم بقیه را به توسعهٔ کشور اختصاص دهیم.
سانکارا در سراسر آفریقا همچنان یک نماد به شمار می‌رود. در سراسر غرب آفریقا برخی تاکسی‌ها برچسب‌هایی با تصویر سانکارا دارند. در آفریقای جنوبی، ژولیوس مالما رهبر افراطی مخالفان دولت، از او به‌عنوان یکی از افراد الهام‌بخش خود یاد می‌کند.
من می‌خواهم این تصور که با در نظر گرفتن مقدار مشخصی احتیاط و سازماندهی به پیروزی خواهیم رسید را به کناری نَهَم. نمی‌توانید بدون مقداری دیوانگی تغییرات اساسی به وجود آورید. این از سرکشی سرچشمه می‌گیرد، این شجاعت نیست که به راه‌کارهای پیشین پشت کنید شجاعت این است که آینده را اختراع کنید. برای دیوانگان دیروز این گونه بود تا امروز ما قادر باشیم با نهایت روشنی عمل کنیم. من می‌خواهم یکی از آن مردان دیوانه باشم. ما باید شجاعت اختراع آینده را داشته باشیم. توماس سانکارا، ۱۹۸۵